# Etienne Thévoz
Etienne Thévoz (* 1956 in Lausanne; heimatberechtigt in Missy VD) ist ein Schweizer Diplomat. Seit 2015 ist er ausserordentlicher und bevollmächtigter Botschafter in Katar.

## Leben und Karriere
Thévoz studierte an der Universität Genf und schloss das Studium mit dem lic. phil. ab. Im Jahr 1988 trat er in den Dienst des Eidgenössischen Departements für auswärtige Angelegenheiten (EDA) ein und arbeitete in den Folgejahren in Bern und Tel Aviv (Israel). Nachdem Thévoz 1990 diplomatischer Mitarbeiter beim Politischen Sekretariat geworden war, wurde er 1993 nach New York City an die Beobachtermission der Schweiz bei den Vereinten Nationen (UN) versetzt. Dort bekleidete er zunächst den Posten des zweiten Botschaftssekretärs, ehe er 1994 zum ersten Botschaftssekretär befördert wurde. Im Jahr 1997 erfolgte seine Versetzung als Botschaftssekretär und erster Mitarbeiter des Missionschefs nach Riad (Saudi-Arabien), 2000 wurde er dort zum Botschaftsrat ernannt und im darauffolgenden Jahr nach Brüssel versetzt. 2004 begann Thévoz in Bern seine Tätigkeit als stellvertretender Leiter der Politischen Abteilung II Afrika/Naher Osten mit Ministerstatus. Im Oktober 2007 trat der Schweizer sein Amt als Botschafter in Yaoundé (Kamerun) an, im Oktober 2011 wurde er als Botschafter in Kuwait und Katar nach Kuwait versetzt. Im Oktober 2015 übernahm Thévoz das Amt des ausserordentlichen und bevollmächtigten Botschafters in Doha (Katar) von Martin Aeschbacher mit Zuständigkeit für Katar, Kuwait und Bahrain.